# In the Dark (Tiësto)
In the Dark is een nummer van de Nederlandse dj Tiësto en de Britse zanger Christian Burns uit 2007. Het is de derde single van Tiësto's derde studioalbum Elements of Life.
Het nummer wist de nummer 2-positie in de Nederlandse Top 40 te behalen. In de Vlaamse Ultratop 50 haalde het de 27e positie.